# NGC 4565
NGC 4565 és una galàxia espiral barrada situada a la constel·lació de la Cabellera de Berenice a una distància de 47 milions d'anys llum (14,3 megaparsecs) fàcilment visible amb telescopis petits. És un membre del núvol de galàxies Coma I, la qual sembla estar en procés d'acostament i eventual fusió amb el veí cúmul de la Verge.
NGC 4565 és un dels millors exemples de galàxia espiral vista de gaidó juntament amb entre altres NGC 891 i NGC 5907, així com una galàxia espiral gegant més gran i lluminosa que la pròpia Andròmeda.
Encara que durant molt temps va ser considerada una galàxia espiral normal, un estudi recent realitzat amb el telescopi Spitzer mostra que en realitat és una galàxia espiral barrada amb un anell intern -similar a la nostra Via Làctia-; un altre estudi també recent mostra la presència d'un pseudobulb ocult dins d'aquesta barra, la qual es veu gairebé des d'un extrem -semblant un bulb galàctic (en realitat inexistent)-, i suggereix que si NGC 4565 es veiés de front seria la galàxia més espectacular entre les del seu tipus de l'Univers proper.
NGC 4565 és també una mica més rica en cúmuls globulars que la nostra galàxia, amb una població estimada d'ells en al voltant de 240; no obstant això, la seva activitat de formació estel·lar és relativament baixa.